# West Milwaukee
West Milwaukee és una població dels Estats Units a l'estat de Wisconsin. Segons el cens del 2000 tenia 4.201 habitants.

## Demografia
Segons el cens del 2000, West Milwaukee tenia 4.201 habitants, 2.059 habitatges, i 891 famílies. La densitat de població era de 1.435,4 habitants per km².
Dels 2.059 habitatges en un 22% hi vivien nens de menys de 18 anys, en un 27,5% hi vivien parelles casades, en un 10,5% dones solteres, i en un 56,7% no eren unitats familiars. En el 46,1% dels habitatges hi vivien persones soles el 13,4% de les quals corresponia a persones de 65 anys o més que vivien soles. El nombre mitjà de persones vivint en cada habitatge era de 2,03 i el nombre mitjà de persones que vivien en cada família era de 2,96.
Per edats la població es repartia de la següent manera: un 20,8% tenia menys de 18 anys, un 10,3% entre 18 i 24, un 34,8% entre 25 i 44, un 20,2% de 45 a 60 i un 13,9% 65 anys o més.
L'edat mediana era de 36 anys. Per cada 100 dones de 18 o més anys hi havia 103,8 homes.
La renda mediana per habitatge era de 35.250 $ i la renda mediana per família de 43.036 $. Els homes tenien una renda mediana de 34.135 $ mentre que les dones 23.234 $. La renda per capita de la població era de 18.396 $. Aproximadament el 7,5% de les famílies i l'11,6% de la població estaven per davall del llindar de pobresa.

## Poblacions més properes
El següent diagrama mostra les poblacions més properes.